# Comparaison entre le jaïnisme et le bouddhisme
La comparaison entre le jaïnisme et le bouddhisme montre que ces deux religions présentent plusieurs points communs, mais aussi des différences.

## Points communs
Des rapprochements peuvent être établis dans l'histoire des fondateurs et de leur communauté respective, ainsi que de leur philosophie.

### Les fondateurs
Le bouddhisme et le jaïnisme ont été fondés au VIe siècle av. J.-C., sur fond d'un mouvement d'évolution de l'orthodoxie brahmanique. Dans les deux cas, les fondateurs ont des prédécesseurs: les vingt-trois Tirthankara pour Mahâvira (le fondateur du jaïnisme, qui est le vingt-quatrième de la série); et les sept bouddhas qui ont précédé le « bouddha historique », Siddhartha Gautama.
Tant le Tirthankara Mahâvîra que Gautama Bouddha sont issus de milieux princiers; ils appartiennent à la caste des guerriers et ont vécu dans le Maghada (Bihar actuel, dans le nord-est de l'Inde). Tous deux ont rompu avec une vie facile et renoncé au pouvoir pour embrasser une vie d'austérité et de méditation afin de connaître la véritable réalisation d'eux-mêmes. Tous deux se sont éveillés sous un arbre (figuier de la bodhi pour le Bouddha, sal pour Mahâvira), après avoir été tentés par un être surnaturel (Mâra pour le Bouddha, Sangamaka pour Mahâvira).

### La communauté
Tous deux ont ensuite mené une vie d'errance et de prédication dans le Maghada, vaste région qui occupe la partie de la plaine moyenne du Gange, rassemblant progressivement autour d'eux une communauté de religieux et de religieuses mendiants. Ils sont appelés bhiksu, et les femmes bhiksuni dans le bouddhisme. Du côté jain, on parle  de muṇi pour les hommes et de Sadhvi pour les femmes. On a aussi donné le nom de  nirgrantha (« sans lien ») aux ascètes qui allaient nus (les moines, dans la branche digambara),. En principe, seuls les moines et les nonnes peuvent atteindre l'éveil (bodhi) et la libération (moksha).
Les deux systèmes divisent la communauté (dans le bouddhisme, sangha) en quatre catégories: ascètes (ou mendiants) masculins et féminins (moines et nonnes), laïcs hommes et laïcs femmes (dans le bouddhisme upāsaka et upāsikā ). En ce sens, note J. Long, le jaïnisme est surtout proche du courant theravada du bouddhisme — qui applique toujours cette distinction, tandis que le reste du monachisme bouddhiste a plus tard évolué différemment).

### La philosophie
Ainsi, les deux religions nient l'existence d'un Dieu créateur du monde. Sur le plan social, ni le jaïnisme ni le bouddhisme ne reconnaissent les Vedas, le système des castes, les sacrifices d'animaux de l'hindouisme; plus encore, les deux mouvements ont combattu le système des castes et les sacrifices d'animaux. Et l'enseignement de chacun de ces courants, contrairement à la religion védique brahmanique, s'adresse à tout un chacun, de quelque classe qu'il soit issu (contrairement à la religion védique essentiellement aristocratique), à toutes celles et tous ceux qui souhaitent se libérer du cycle des renaissances et du samsâra, avec toutes les souffrances (dukkha) qu'ils entraînent.
De cette manière, les deux insistent sur la non-violence ainsi que sur la compassion envers toute forme de créature vivante. Ils voient aussi dans l'attachement à l'ego et l'avidité la source de toutes les souffrances

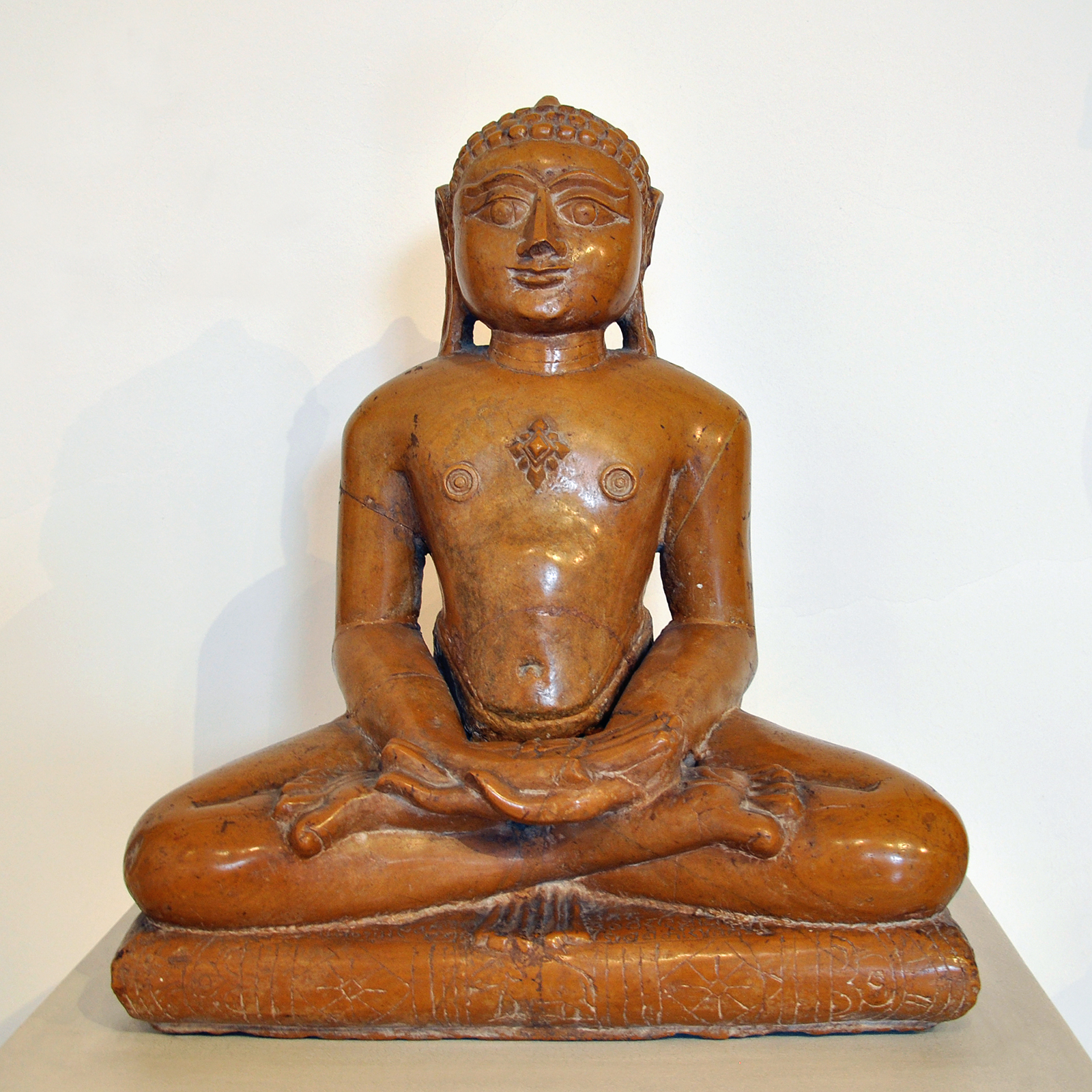
Mahâvira. Sculpture de 1470, Gujarat, Inde. Musées royaux d'Art et d'Histoire de Bruxelles.
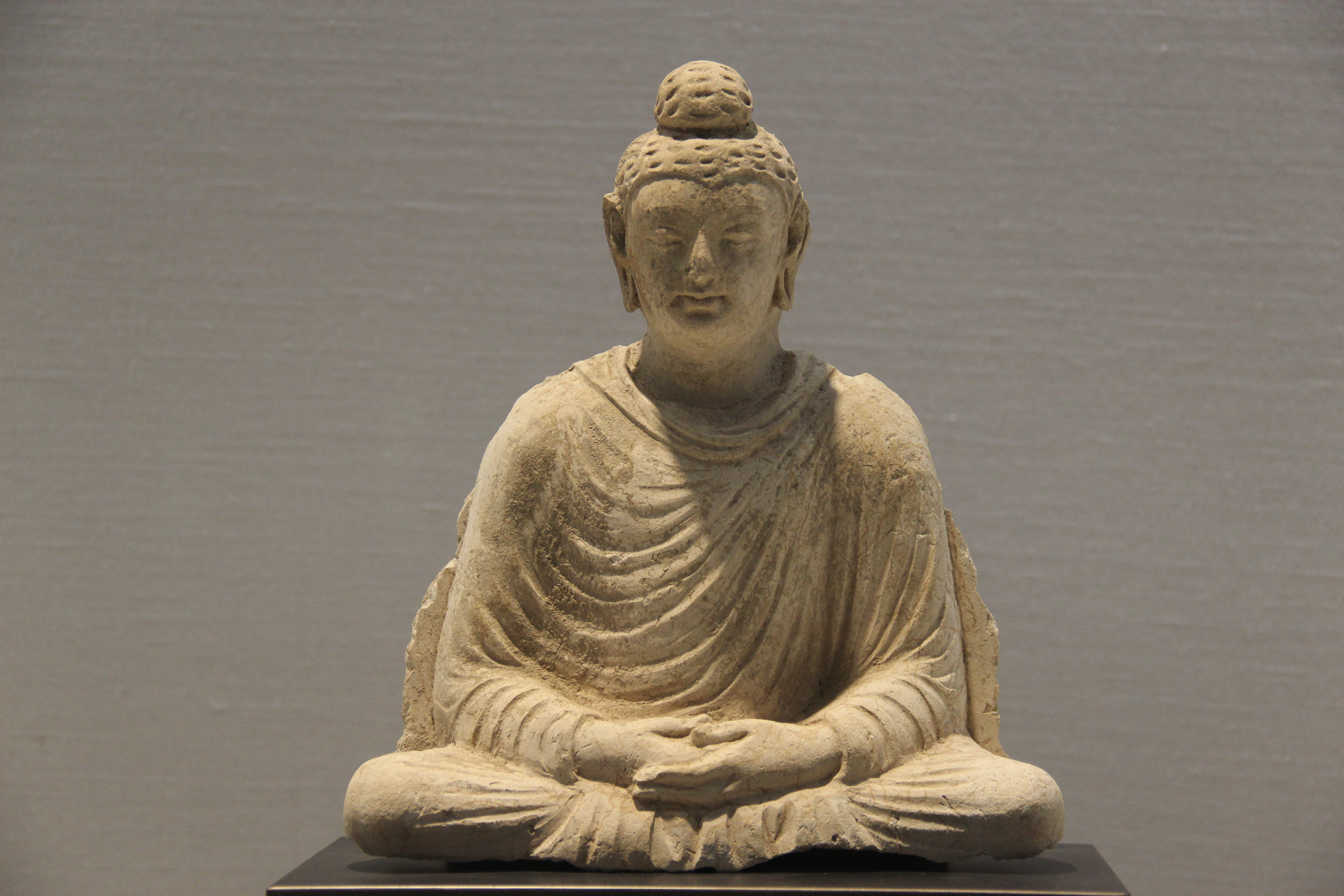
Bouddha. Période Kouchan, IIe – IIIe siècles av. J.-C., Gandhara.
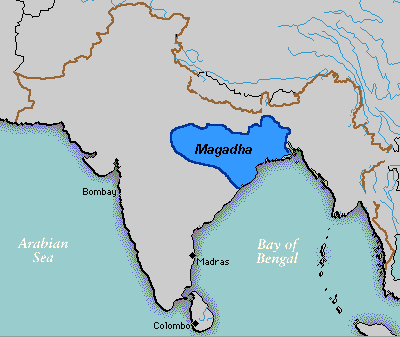
Le Magadha, où vécurent Mahâvira et Siddhartha Gautama.

## Différences
Malgré ces ressemblances entre le jaïnisme et le bouddhisme, il y a des différences fondamentales qui empêchent de les confondre. On relèvera d'abord la question de l'âme. Le jaïnisme est une religion atmavadi, reconnaissant l'existence d'une âme, âtman, conçue à partir de l'existence d'une âme individuelle et éternelle ou jiva, qui pour se libérer doit détruire les liens du karma. Au contraire, le bouddhisme est une religion anatmavadi, et la notion même d'âme (une substance qui constituerait l'énergie de tout être vivant) est rejetée. Une conséquence est que dans le bouddhisme, le nirvāna est la fin du devenir (bhava nirodho) et peut être atteint avant la mort, tandis que dans le jaïnisme il est la fin de l'existence terrestre (et non du jiva) et n'est atteint qu'à la mort.
Ensuite, la non-violence: bien que la « règle d'or » dans le bouddhisme soit la non-violence, cette religion a été moins strict dans l'application de cette règle que le jaïnisme. Un bouddhiste ne doit pas commettre de violence lui-même, ce qui, implicitement, peut vouloir dire qu'il peut, par exemple, consommer de la viande d'un animal pour autant qu'il ait été tué par un autre que lui-même. Dans le jaïnisme, le principe de non-violence est considéré obligatoire sous tous ses aspects, pour qui se veut disciple (la pérennité du jaïnisme tient seulement à la ferveur de ses fidèles à la pratiquer), et il lui demandé d'éviter la violence de neuf façons: par la pensée, par la parole et par le corps et, à chaque fois, soit personnellement, soit en l'ordonnant à d'autres, soit encore en consentant qu'elle soit mise en œuvre par d'autres.
D'autre part, le jaïnisme est une religion ascétique (dont l'ascétisme est sans doute le plus exigeant au monde), qui attache de l'importance à des pratiques d'austérité, de pénitence. Dans le bouddhisme, au contraire, le rejet de l'ascétisme par le Bouddha dans sa voie vers l'éveil est l'un des événements qui ont permis de déterminer la voie du milieu.
Enfin, la conceptions du karma diffère dans les deux religions. Toutes deux s'accordent sur le fait que nos actes (sens de karman) ont des répercussions morales qui entraînent les êtres dans le cycle des renaissances (samsâra). Mais dans le jaïnisme il s'agit d'une substance invisible, qui adhère au jîva, et que l'on produit de façon quasi automatique par nos actions (d'où l'obligation du végétarisme, par exemple). Dans le bouddhisme, ce n'est pas une substance et seule l'intention consciente peut le produire.
À cela s'ajoute encore le fait que le jaïnisme n'a jamais quitté l'Inde (en tout cas pas avant le XXe siècle), tandis que le bouddhisme a disparu d'Inde vers 1300 (pour n'y revenir qu'au XXe siècle) mais s'est largement répandu en Asie,.